# Tim Tyler’s Luck

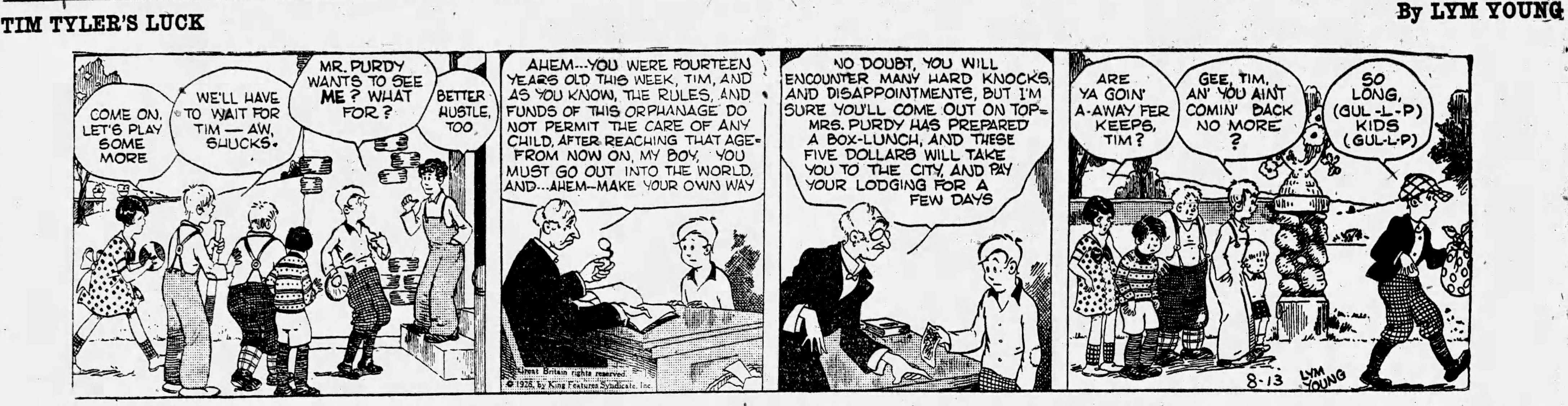
Tim Tyler's Luck in der Ausgabe von 1928

Tim Tyler’s Luck ist der bekannteste Comicstrip des US-amerikanischen Comiczeichners Lyman Young. Der Comic, der von Bernd Dolle-Weinkauff zu den „Klassikern“ gezählt wird, erschien von 1928 bis 1996 und war unter diversen Titeln auch im deutschsprachigen Raum vertreten.

## Handlung
Tim Tyler’s Luck ist die Geschichte des Waisenjungen Tim Tyler, der davon träumt, Pilot zu werden. Als Bürojunge bei einer Fluggesellschaft lernt er Spud Savins kennen, mit dem er zusammen nach Afrika reist, wo seit Beginn der 1930er-Jahre die meisten Abenteuer stattfinden. Während des Zweiten Weltkriegs heuern die beiden bei der Küstenwache an, um nach Kriegsende erneut in Afrika nach Abenteuern zu suchen.

## Veröffentlichung und Zeichner
Tim Tyler’s Luck debütierte am 13. August 1928 als daily strip, als Sonntagsseite erschien der Comic ab dem 19. Juli 1931. Tim Tyler’s Luck wurde von Young bis in die 1950er-Jahre fortgeführt, danach übernahm dessen Sohn Bob die Verantwortung für den Strip. Während seiner aktiven Zeit ließ Lyman Young viele Zeichnungen von angestellten Zeichnern erledigen, deren Arbeit er nur signierte. Dazu zählten unter anderem Alex Raymond, Charles Flanders und Burne Hogarth. Der Strip wurde im Jahr 1996 endgültig eingestellt, die Sonntagsseiten bereits 1972.
In Deutschland erschien Tim Tyler’s Luck Ende der 1930er-Jahre erstmals als Tim und Tom in der Micky Maus Zeitung. Vom Buchfilm Verlag wurde 1951 eine Broschüre unter dem Titel Jochen und Klaus in Afrika herausgebracht. Der Zauberkreis Verlag verwendete von 1958 bis 1961 denselben Titel in der Reihe Kasperle. Weitere deutschsprachige Verlage, die Tim Tyler’s Luck herausgaben, waren der Aller Verlag, Melzer und Feest.
In Italien wurde Tim Tyler’s Luck sowohl unter den Titeln Cino e Franco als auch Gianni e Piero veröffentlicht. Zur Umgehung der Zensur im faschistischen Italien wurden aus den Amerikanern Tim und Spud die Finnen Gianni und Piero, die gegen die Sowjetunion kämpften.
Im Jahr 1937 begann eine Verfilmung als gleichnamige zwölfteilige Serie mit Frankie Thomas in der Titelrolle.